# Коваленко Тарас Сергійович
Коваленко Тарас Сергійович (21 серпня 1984, Лук'янці, Харківський район, Харківська область, УССР — 27 вересня 2022, с. Лиман, Краматорський район Донецька область, Україна) — український військовослужбовець, солдат Збройних сил України, учасник російсько-української війни. 

## Життєпис
Коваленко Тарас Сергійович народився у с. Лук'янці Липецької сільської територіальної громади 21 серпня 1984 року. Закінчив сільську школу, далі навчався у Харківський гуманітарно-педагогічний інститут, де здобув фах психолога. З початку 2000-х років був активним учасником патріотичних рухів. Був членом націоналістичних організацій Патріот України, Соціал-Національна Асамблея та Український національний союз. Займався відновленням козацтва на Слобожанщині. 
З 24 лютого 2022 року у складі загону Територіальної оборони брав участь у обороні Харкова. У квітні 2022 переїхав жити до міста Люботин. 19 квітня перейшов у склад Збройних сил України у складі яких звільняв міста Мар’їнку, Курахове та Лиман на посаді санітар медичного пункту механізованого батальйону.
Під час проведення наступальних дій біля передмістя Лиману Донецької області зник безвісті. Загинув 27 вересня у наслідок вибухової травми несумісної з життям. Більше місяця була невідома його доля.
Поховання Коваленка Тараса відбудеться 9 листопада 2022 року на Алеї Слави центрального кладовища Люботина.

## Нагороди
Указом Президента України  (Указ №215/2024 від 3 квітня 2024 р.) за особисту мужність, виявлену у захисті державного суверенітету та територіальної цілісності України, самовіддане виконання військового обов’язку, нагороджений орденом «За мужність» III ступеня (посмертно).